# William Nicol
William Nicol (Escocia, 1768 - Edimburgo, 2 de septiembre de 1851) fue un físico y geólogo escocés.
Poco se sabe de las primeras etapas de su vida, excepto que nació en Escocia. Logró cierta reputación como profesor de filosofía natural en la Universidad de Edimburgo, siendo James Clerk Maxwell probablemente uno de sus alumnos. Tras ello se estableció en Edimburgo, donde vivió una vida muy retirada; publicó su primer trabajo en torno a la edad de 60 años.
En 1828 inventó el prisma que lleva su nombre, el cual, haciendo uso del fenómeno de birrefringencia, podía utilizarse para generar y estudiar la luz polarizada, siendo durante mucho tiempo el dispositivo más utilizado para este fin.
También se dedicó al estudio de las cavidades llenas de líquido en cristales y de la estructura microscópica de varios tipos de madera fósil. Cosechó una buena reputación como tallador, y preparó lentes de granate y otras piedras preciosas, las cuales prefería en lugar de los microscopios acromáticos de la época.